# 藤原育子
藤原 育子（ふじわら の むねこ / いくし）は、平安時代末期の后妃。二条天皇の中宮、六条天皇の養母。
姓は藤原、初名は香子。実父については、閑院流の徳大寺左大臣実能と、摂関流の法性寺関白忠通の二説がある。前者は育子を実能の実娘、忠通の養女、義兄基実の猶子とし、後者は忠通の乙姫君（皇嘉門院につぐ忠通の次女）として異母兄基実の猶子になったとする。史料性としては、前者が室町期の作成であることに対し、後者の方はほぼ同時代人による記録で、ことに愚管抄の作者である慈円（忠通息）は育子の身内であった。以下、育子は忠通の実子、という推定のもとで記述する。
生母は忠通家女房、督殿源俊子（村上源氏、地方の受領源顕俊の娘）。

## 生涯
応保元年12月17日（西暦1162年1月4日）入内し、同日従三位に叙される。10日後に女御宣下、飛香舎（藤壺）を局とする。応保2年2月19日（1162年3月6日）に立后、中宮を号す（中宮大夫は異母弟にあたる兼実）。彼女の入内は前関白忠通の姫君、現関白基実（実兄）の猶子としてであり、これによって二条天皇は摂関家との連携に成功し、忠通・基実父子が大殿・関白として天皇の親政を支えた。育子は天皇の里内裏・押小路東洞院殿に同殿し、立后の年の3月、天皇と摂関家の後見による歌合・貝合を催行した。
しかし、結婚後4年たらずで、育子は二条天皇と死別した（父の忠通とはその前年に死別）。天皇は永万元年（1165年）4月末から病に伏し、治癒の祈祷にもかかわらず重態に陥った。6月25日には皇子順仁親王（六条天皇）へ譲位し、順仁が即位式を挙げた翌日の7月28日、23歳で崩じた。
六条天皇の生母は下級貴族の伊岐致遠（義盛）の娘で、母方の身分があまりに低かったため、後見は薄弱であった。そこで、育子は名ばかりならぬ「養母」として、天皇の養育に携わり、行幸には母后として同輿し、即位式には数え2歳・満8ヶ月の帝（長寛2年11月14日生）を抱いて高御座に登った。そして、育子の兄基実が関白から摂政に転じて、幼主を輔佐した。
仁安元年（1166年）には基実も亡くなり、ほかの大臣達も死没したり鞍替えしたりして、実権は二条の生前から対立していた後白河院に移った。後白河院は治天の君として二条死後の政治を牛耳り、寵愛する平滋子所生の憲仁親王（高倉天皇）を東宮に押し込んだ。仁安元年（1166年）10月10日に行われた立太子の儀は、天皇が3歳、しかも甥であるのに対し、6歳の叔父が東宮に立ったわけで、非常な異例と評された。
仁安三年（1168年）2月19日、六条天皇は、連携する後白河院・平清盛によって高倉天皇に譲位させられた。その後は、元服も行われず、異例の「童形の上皇」として、安元2年（1176年）7月17日、13歳で崩御した。
六条天皇の養母である育子は、天皇退位の同年10月9日に出家した。承安2年（1172年）2月10日、新たに高倉天皇の妃平徳子が中宮に冊立されたため、称号を皇后宮に改められた。六条天皇の死去に先立つこと3年、承安3年（1173年）8月15日に28歳で没した。